# تافت ساوتوست، تگزاس
تافت ساوتوست (به انگلیسی: Taft Southwest) یک منطقهٔ مسکونی در ایالات متحده آمریکا است که در شهرستان سن پاتریسیو، تگزاس واقع شده‌است. تافت ساوتوست ۱٫۶ کیلومتر مربع مساحت و ۱٬۴۶۰ نفر جمعیت دارد.